# Dendronephthya revelata
Dendronephthya revelata är en korallart som beskrevs av Tixier-Durivault och Prevor 1962. Dendronephthya revelata ingår i släktet Dendronephthya och familjen Nephtheidae. Inga underarter finns listade i Catalogue of Life.